# 坎康普瓦 (瓦兹省)
坎康普瓦（法語：Quinquempoix，法語發音：[kɛ̃kɑ̃pwa]）是法国瓦兹省的一个市镇，位于该省北部，属于克莱蒙区。

## 地理
坎康普瓦（49°33'5"N, 2°25'35"E）面积5.86 平方千米，位于法国上法蘭西大區瓦兹省，该省份为法国北部内陆省份，北起索姆省，西接厄尔省和滨海塞纳省，南至塞纳-马恩省和瓦兹河谷省，东临埃纳省。
与坎康普瓦接壤的市镇（或旧市镇、城区）包括：昂索维莱、布兰维莱拉莫特、卡蒂永-菲姆雄、加讷、普兰瓦勒、圣瑞斯特昂绍塞。

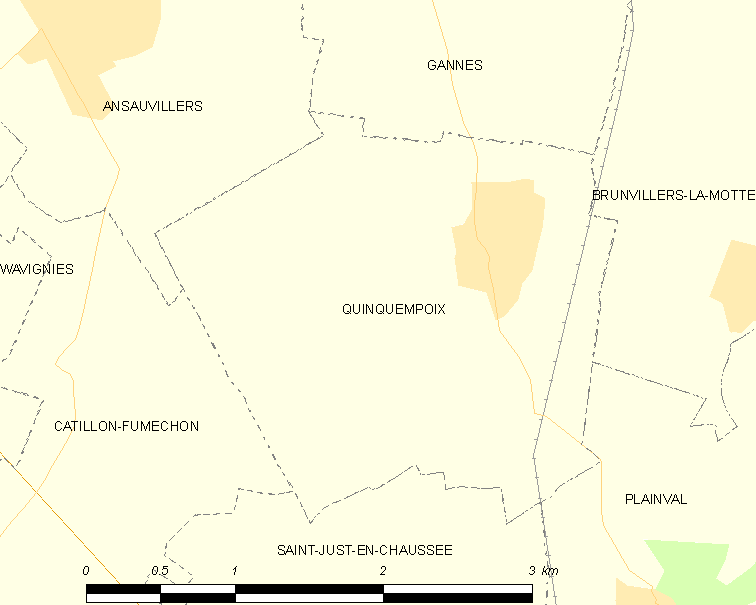
的OSM定位图

坎康普瓦的时区为UTC+01:00、UTC+02:00（夏令时）。

## 行政
坎康普瓦的邮政编码为60130，INSEE市镇编码为60522。

## 政治
坎康普瓦所属的省级选区为圣瑞斯特昂绍塞县。

## 人口

1962-2008年间人口变化图示

坎康普瓦于2022年1月1日时的人口数量为317人。